# Kartouza svatého Huga
Kartouza svatého Huga (anglicky St. Hugh's Charterhouse) je jediný kartuziánský klášter v Anglii, vzniklý po „reformaci“ krále Jindřicha VIII. Tudora. Nachází se v hrabství Západní Sussex.

## Historie
Klášter byl založen v roce 1873 tak, aby do sebe pojal exilní komunity mnichů ze dvou kartouz v kontinentální Evropě. Budovy kláštera byly postaveny v letech 1876-1883 podle projektu francouzského architekta Clovise Normanda. Na stavbu byl k dispozici velkorysý rozpočet. Početní stav komunity se postupem let měnil. Roku 1883 zde žilo 30 mnichů, 70 v roce 1928 a 22 v roce 1984.

## Areál a mnišský život
Areál kláštera je ve stylu francouzské novogotiky, v jádru kláštera se nachází konventní kostel, zasvěcený sv. Hugovi z Lincolnu, sv. Bonifáci a Panně Marii. Dalšími součástmi areálu jsou knihovna, celly (samostatné domky, propojené křížovou chodbou se zbytkem kláštera) pro 34 mnichů a kapitulní síň. V té jsou obrazy, znázorňující mučednictví kartuziánů za „reformace“ Jindřicha VIII. v 16. století (viz např. Augustin Webster, Jan Houghton, Robert Lawrence ...). Klášterní areál má na délku více než kilometr a řadí se tak k největším klášterním stavbám na světě. Jeho součástí je také klášterní hřbitov, určený k pohřbívání mnichů a čtyři akry ovocných sadů. Areál je v souladu s kartuziánskými zvyklostmi zcela nepřístupný laickým návštěvníkům a turistům. Je možné navštívit pouze kapli, která je určena pro lidi vně klášterní komunity.

## Odraz v literatuře
O Kartouze sv. Huga se zmiňuje ve své knize Jonášovo znamení na několika místech americký trapistický mnich Thomas Merton, který jistý čas uvažoval o přechodu od trapistů ke kartuziánům. S některými mnichy z této kartouzy udržoval v rámci řeholními pravidly daných možností písemný kontakt.